# Számítógépes féreg

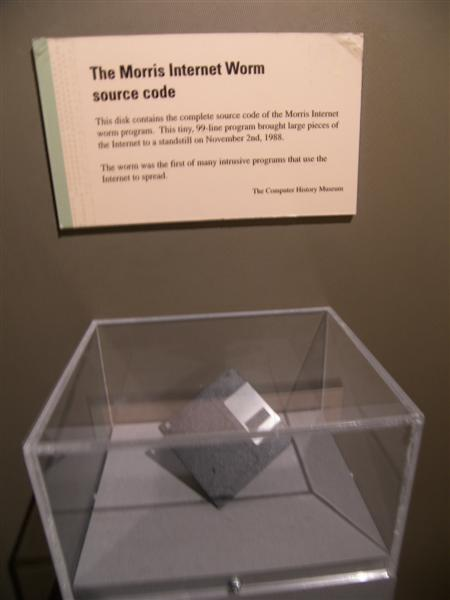
A Morris-féreg forráskódja egy lemezen a Computer History Museum kiállításán

Egy számítógépes féreg (worm) egy számítógépes vírushoz hasonló önsokszorosító számítógépes program.
Míg azonban a vírusok más végrehajtható programokhoz vagy dokumentumokhoz kapcsolódnak hozzá illetve válnak részeivé, addig a férgeknek nincs szükségük gazdaprogramra, önállóan fejtik ki működésüket.
A férgek gyakran a számítógép-hálózatokat használják fel terjedésükhöz.
Az első férget 1978-ban készítette el a Xerox PARC két kutatója. 
Az első széles körben is ismertté vált féreg a Morris-féreg volt, melyet a Cornell Egyetem egyik diákja, Robert Tappan Morris, Jr. készített el. 1988. november 2-án került ki a szabadba és a korabeli internetre kapcsolt számítógépek közül számosat megfertőzött. Terjedéséhez a BSD Unix-ban található programhibákat használta fel. Morrist az amerikai bíróság a három év felfüggesztett börtönbüntetésre, közmunkára,  és 10 000 dolláros pénzbírságra ítélte.
Az önsokszorosításon kívül a féreg sokféle dologra beprogramozható, például a fájlok törlésére a gazdarendszeren, vagy önmaga elküldésére e-mailben. Az újabban megfigyelt férgek több végrehajtható állományt is visznek magukkal. Még valódi ártó szándékú kód nélkül is súlyos fennakadásokat okozhatnak, csupán azzal, hogy sokszorozódásuk kiugróan magas hálózati forgalmat generálhat.
Például a Mydoom féreg terjedése csúcsán világszerte észrevehetően lelassította az internetet.